# Anne Marie Mangor
Anne Marie Mangor født Bang (født 12. juni 1781 i København, død 16. maj 1865 sammesteds) var en dansk forfatter af kogebøger. Anne Marie Mangor blev som kogebogsforfatterinde kendt under navnet Madam Mangor. Hun udsendte i 1837 anonymt og på eget forlag sin første kogebog, der indeholdt en række forud afprøvede opskrifter med nøjagtig angivelse af mål, vægt og tid. I 1840 kom Syltebog for smaa Huusholdninger og året efter Fortsættelse af Kogebog for smaa Huusholdninger. Disse tre bøger er solgt i omkring en halv million eksemplarer. Så sent som i 1966 udkom et kommenteret udvalg af opskrifterne fra Kogebog for smaa Huusholdninger (ved Mogens Brandt), der kan regnes som bogens 47. oplag. 
"Man tager et sølvfad" er en talemåde, der fejlagtigt tillægges madam Mangor.  Hun har aldrig benyttet udtrykket, og sølvfade er slet ikke omtalt i hendes kogebøger. Derimod indledte Margrethe Sophie Nielsen i sin Vejledning i Kogekunsten for Huusmødre og Huusholdersker fra 1829 opskriften "Gedder på fad" med ordene: "Dertil tager man et sølvfad". Det var imidlertid ikke for at flotte sig, men fordi gedderne skulle serveres i en rand af butterdej; så fadet måtte tåle at gå i ovnen. 

## Baggrund
Anne Marie Mangor var datter af assessor i Hof- og Stadsretten Andreas Bang og dennes hustru Anna Sybille f. Terkelsen. Født ind i det bedre københavnske borgerskab fik hun ingen egentlig uddannelse, men blev bibragt "dannelse" af en huslærer, hvad der omfattede sprog, litteratur, musik, håndarbejde og selskabelige omgangsformer. 19 år gammel blev hun 16. oktober 1800 gift med Valentin Nicolai Mangor (14. april 1770 – 4. april 1812, søn af stadsfysikus Chr. Elovius Mangor), en livsglad, musikalsk og vittig ung jurist. Det var et ægteskab indgået af kærlighed, og parret levede godt sammen og fik fire børn. Da ægtefællen døde i 1812, sad Anne Marie Mangor tilbage med tre små piger. (Parrets eneste søn var død ved fødslen.) Mangor havde været fuldmægtig i Hof- og Stadsretten, men opgav sin stilling i 1803 for at indtræde i en fordelagtigere plads i handelsverdenen, hvor han først arbejdede hos forskellige, og i 1811 selv løste borgerskab som grosserer. Familien levede i tilstrækkelige, om ikke rigelige kår i guldalderens København, omgivet af familie og venner; men så begyndte Mangor at skrante, og i 1812 døde han, så hans hustru i en alder af 31 år blev enke med tre små døtre.  Men familien trådte til og betalte hans gæld, så enken kunne føre en beskeden tilværelse ved have logerende og opdrage plejebørn. Sine døtre underviste hun selv. 

## Kogebøger med mål og vægt
Madam Mangor skildes af sine samtidige som varmhjertet, udadvendt og uforfærdet, centrum i et lyst og venligt hjem. Kårene var knappe; men hendes kogebøger kom til at sikre hendes alderdom økonomisk. Hun var 57 år, da den første udkom. Til husvennen Vilhelm Bergsøe fortalte hun mange år senere: "Jeg havde mistet min mand og vidste slet ikke, hvorledes jeg skulle slå mig igennem for fremtiden. Så fandt jeg på at samle opskrifter på alle slags retter, kager og salater, skønt jeg - det ved den gode Gud - ikke havde råd til at spise dem. Da jeg så havde samlet i flere år, faldt det mig ind, at disse opskrifter måske kunne blive til nytte for andre, og så ordnede jeg det hele sammen til en kogebog; men alle lo ad mig og spurgte, om jeg ikke troede, folk kunne lave deres mad selv. Så tog jeg mit manuskript i min sypose og gik ned til Reitzel; men da jeg kom i porten blev jeg så benovet, at jeg gav mig til at græde og ikke turde gå op, før jeg havde bedt inderligt til Gud om, at han ville stemme hjertet mildt på den rige boghandler. Reitzel modtog mig venligt; men da han så mit manuskript og hørte, at det var en kogebog, rystede han på hovedet og stak det i posen igen. Jeg fik tårer i øjnene, men så sagde han: "Nå, nå, det skal De ikke tage Dem så nær, det kan jo være, at den går," og så kom manuskriptet til at ligge på hans bord." Hans Reitzel var Københavns førende forlægger og udgiver af H.C. Andersens og Kierkegaards værker; men madam Magnor gik han glip af - han sagde nej. I stedet for fik hun sin svigersøns bror, bogtrykker Hans Henrik Thiele, til at give kredit på papir og trykning for udgivelse på eget forlag. I 1837 udkom så Kogebog for smaa Husholdninger i et oplag på 500 eksemplarer. 
Pengene løb hurtigt ind igen, og hun stod selv som udgiver også af kogebogens fortsættelse og af syltebogen. Hun reviderede oplagene, rettede til og læste korrektur. Hendes præcision og nøjagtighed forklarer en stor del af hendes succes. For første gang i kogebogslitteraturen angives mål og vægt. Ingredienserne blev ellers ofte angivet med prisen, fx "for to skilling brød i frikadellefarsen". I 1837 vidste alle, hvor meget det var. Men madam Mangor havde eftertiden i tankerne og specificerede det med at skrive i indledningen: "Hvor her findes anført, at bruges for 2 sk. brød, er det efter vægt 7 lod," dvs. 112 gram. 
Bogens formålstjenlighed synes bekræftet ved den for danske forhold særdeles store udbredelse, den har fået – i 1887 allerede 28 oplag, de fleste på 3.000 eksemplarer. Senere forfattedes en Fortsættelse af Kogebog for smaa Husholdninger (1841), udarbejdet efter samme regler som hovedværket, af hvilket det må betragtes som en udvidelse; deraf findes 20 oplag, og af Syltebog (1840) foreligger 22. oplag. De tre bøger foreligge nu i henholdsvis 34., 26. og 28. oplag. En børnebog, Kogebog for Smaapiger, udkom i 1847 og er oversat til svensk. Under krigen i 1864 skrev madam Mangor til hjælp for hæren en Kogebog for Soldaten i Felten med korte og nemme anvisninger til naturalforplejningens tilberedning på en hensigtsmæssig måde. Papir og trykning blev leveret vederlagsfrit af hendes kommissionsboghandler og bogtrykker, og den lille bog fordelt i mange tusinde eksemplarer som gave til arméen, hvor den gjorde sin nytte.
Køkkenets teknologi ændrede sig. Som nygift i 1800 har madam Mangor måttet lave mad ved et åbent ildsted. Hvornår hun fik komfur, ved vi ikke; men i sine opskrifter tilpasser hun sig den nye teknik. Med komfuret kom stegeovnen. Ved det åbne ildsted havde man benyttet en ildgryde, hvor gløder blev lagt på et tætsluttende låg, så der kom overvarme. Der fandtes også en tærtepande, en fortinnet kobberpande på tre ben og et låg med høje kanter.  Her kunne gløder lægges over og under til bagning. Dens brug gennemgik madam Mangor nøje, og forklarede, at temperaturen var rigtig, når panden var så varm, "at den smækker, når man udvendig prøver med en våd finger". Til langsom stegning var jydepotter af ler velegnet – eller en stegerist. 
Madam Mangor har fået ord på sig for ødselhed i sine opskrifter, men hendes opskrifter er beregnet for en beskeden husholdning, med mange typer anvendelse af rester - fornuftigt med tanke på et køkken, der gerne serverede steg. Hun afstod fra dyre og indviklede sager som coulis,  sky og indkogte kraftsupper, selv om hun også medtog festretter som forloren skildpadde. I dag ser det flot ud, når hun beregner 20 æg til en søsterkage. Men så er det også en firedobbel portion; og dertil var hønseæg på madam Magnors tid meget mindre, end de er i dag. I 9. oplag kom et nyt kapitel om hvedebrød og mange nye kager; man var på vej ind i kaffebordenes tidsalder. Hun udvidede også med vællinger, kompotter, fromager, kransekage, salater og forskellige frokostretter. 

## Andre bøger
Madam Mangors litterære arbejder er dog ikke indskrænkede til det husøkonomiske område alene. I 1843 udgav hun En Bedstemoders Fortællinger for sine Børnebørn, en samling småhistorier for børn indtil tiårsalderen, og i 1852 udkom Tante Cousine, en karakterskildring, som ved sin pålidelige fremstilling af selvoplevede begivenheder og iagttagelser giver bidrag til forståelse af livet i slutningen af det 18. og begyndelsen af det 19. århundrede. Madam Mangors tre døtre var efterhånden blevet gift, og da hendes forfattervirksomhed gav hende ikke ubetydelige indtægter, befriedes hun for bekymringer for udkommet. I hendes hyggelige, om end beskedne, hjem samledes ofte en livlig kreds af ældre og yngre slægtninge og venner, der følte sig vel hos den varmhjertede husfrue.
Madam Mangor er begravet på Assistens Kirkegård. På hendes gravsted vokser skovjordbær og krydderurter af den slags, hun ofte benyttede i madlavning: mynte, citronmelisse, purløg, timian og kulsukker.  Hun er malet af C.A.Jensen 1835 og Emil Bærentzen 1846.

## Udgivelser
- 1837 – Kogebog for smaa Huusholdninger
- 1840 – Syltebog for smaa Huusholdninger
- 1841 – Fortsættelse af Kogebog for smaa Huusholdninger
- 1843 – En Bedstemoders Fortællinger for sine Børnebørn
- 1847 – Kogebog for smaa Piger
- 1852 – Tante Cousine
- 1864 – Kogebog for Soldaten i Felten (foræret til Hæren i mange tusind eksemplarer som udtryk for fædrelandskærlighed)